# Corsione
Corsione ist eine Gemeinde in der italienischen Provinz Asti (AT), Region Piemont.

## Lage und Einwohner
Corsione liegt rund 15 km nordwestlich von der Provinzhauptstadt Asti entfernt. Das Gemeindegebiet umfasst eine Fläche von fünf km² und hat 201 Einwohner (Stand 31. Dezember 2023) Die Gemeinde ist ein Teil der Comunità Collinare Val Rilate. Die Nachbargemeinden sind Castell’Alfero, Cossombrato, Frinco, Tonco und Villa San Secondo.

## Kulinarische Spezialitäten
In Corsione werden auch Reben der Sorte Barbera für den Barbera d’Asti, einen Rotwein mit DOCG Status angebaut.